# 謎詭 日本推理情報誌
『謎詭』（ミーグイ）は、台湾の独歩文化が出版する、日本の推理小説に関する情報誌。正式なタイトルは『謎詭 日本推理情報誌』。2006年8月創刊。年1回刊行で、2009年8月現在3号まで刊行されている。編著は独歩文化編集部。

## 刊行リスト
- 創刊号 - 2006年8月、ISBN 978-9868231733
  - 宮部みゆき特集
  - 「好看」、「必看」の日本推理六十作
  - 日本十大名探偵私密大爆料
  - 年表 - 日本推理小説歴史演変
- Vol.2 - 2007年8月、ISBN 978-9866954726
  - 土屋隆夫特集
  - 「帯著日本推理小説去旅行」――独歩厳選四十作
  - 日本十大刑警超級比一比
  - 年表 - 日本社会派推理小説30年大事紀
- Vol.3 - 2008年12月、ISBN 978-9866562112
  - 乙一特集
  - 「推理小説影像化」独歩厳選経典廿八作
  - 日本十大経典影視人物
  - 年表 - 日本推理小説1987 - 2000大事紀

## 主な特集

### 「好看」、「必看」の日本推理六十作
創刊号の特集。日本の推理小説の中から必読の60作を挙げている。特集当時、台湾で中国語訳が出版されていなかった作品も含まれている。
1. 岡本綺堂 - 半七捕物帳
2. 江戸川乱歩 - 江戸川乱歩傑作選
3. 小酒井不木 - 死体蝋燭（短編）
4. 蘭郁二郎 - 夢鬼
5. 横溝正史 - 悪魔が来りて笛を吹く
6. 仁木悦子 - 猫は知っていた
7. 松本清張 - ゼロの焦点
8. 松本清張 - 砂の器
9. 土屋隆夫 - 危険な童話
10. 戸川昌子 - 大いなる幻影
11. 陳舜臣 - 玉嶺よふたたび
12. 夏樹静子 - 蒸発 ある愛の終わり
13. 赤川次郎 - 幽霊列車
14. 森村誠一 - 人間の証明
15. 西村京太郎 - 七人の証人
16. 泡坂妻夫 - 亜愛一郎の狼狽 ※特集当時未訳
17. 天藤真 - 大誘拐
18. 筒井康隆 - 富豪刑事 ※特集当時未訳
19. 栗本薫 - ぼくらの時代
20. 連城三紀彦 - 戻り川心中
21. 田中芳樹 - 白い顔（短編）
22. 森雅裕 - モーツァルトは子守唄を歌わない
23. 逢坂剛 - カディスの赤い星
24. 有栖川有栖 - 月光ゲーム Yの悲劇'88
25. 北村薫 - 空飛ぶ馬 ※特集当時未訳
26. 島田荘司 - 奇想、天を動かす
27. 東野圭吾 - 宿命
28. 大沢在昌 - 新宿鮫
29. 加納朋子 - ななつのこ
30. 綾辻行人 - 黒猫館の殺人
31. 綾辻行人 - 四〇九号室の患者
32. 折原一 - 異人たちの館 ※特集当時未訳
33. 有栖川有栖 - ロシア紅茶の謎
34. 歌野晶午 - 水難の夜（『放浪探偵と七つの殺人』に収録）
35. 京極夏彦 - 姑獲鳥の夏
36. 藤原伊織 - テロリストのパラソル
37. 西澤保彦 - 解体諸因 ※特集当時未訳
38. 馳星周 - 不夜城
39. 森博嗣 - すべてがFになる
40. 野沢尚 - 殺されたい女（『砦なき者』に収録）
41. 野沢尚 - 破線のマリス
42. 石田衣良 - 少年計数機 池袋ウエストゲートパークII
43. 桐野夏生 - OUT
44. 京極夏彦 - 巷説百物語
45. 篠田真由美 - 桜闇
46. 乙一 - しあわせは子猫のかたち（『失はれる物語』に収録）
47. 横山秀夫 - 動機
48. 恩田陸 - ドミノ
49. 宮部みゆき - 模倣犯
50. 横山秀夫 - 半落ち
51. 鳥飼否宇 - 昆虫探偵 ※特集当時未訳
52. 法月綸太郎 - 都市伝説パズル（短編） ※特集当時未訳
53. 石持浅海 - 月の扉
54. はやみねかおる - ぼくと未来屋の夏
55. 伊坂幸太郎 - 重力ピエロ
56. 朱川湊人 - フクロウ男（『都市伝説セピア』に収録）
57. 歌野晶午 - 葉桜の季節に君を想うということ
58. 芦辺拓 - 紅楼夢の殺人
59. 西尾維新 - 新本格魔法少女りすか
60. 東野圭吾 - 容疑者Xの献身 ※特集当時未訳

### 「帯著日本推理小説去旅行」――独歩厳選四十作
Vol.2の特集。
1. 松本清張 - 点と線
2. 赤川次郎 - 幽霊列車
3. 西村京太郎 - 終着駅殺人事件
4. 島田荘司 - 出雲伝説7/8の殺人
5. 石井敏広 - 風のターン・ロード
6. 夏樹静子 - そして誰かいなくなった
7. 綾辻行人・佐々木倫子 - 月館の殺人
8. 島田荘司 - 倫敦と漱石ミイラ殺人事件
9. 逢坂剛 - カディスの赤い星
10. 二階堂黎人 - 人狼城の恐怖
11. 馳星周 - 夜光虫
12. 篠田真由美 - 仮面の島
13. 有栖川有栖 - マレー鉄道の謎
14. 伴野朗 - 五十万年の死角
15. 連城三紀彦 - 運命の八分休符
16. 有栖川有栖 - 孤島パズル
17. 宮部みゆき - 今夜は眠れない
18. 恩田陸 - 三月は深き紅の淵を
19. 野沢尚 - リミット
20. 松本清張 - 砂の器
21. 島田荘司 - 異邦の騎士
22. 山崎洋子 - 横浜秘色歌留多
23. 宮部みゆき - 火車
24. 東野圭吾 - 白夜行
25. 天童荒太 - 永遠の仔
26. 東野圭吾 - 片想い
27. 横山秀夫 - クライマーズ・ハイ
28. 伊坂幸太郎 - 死神の精度
29. 陳舜臣 - 枯草の根
30. 小峰元 - アルキメデスは手を汚さない
31. 森村誠一 - 人間の証明
32. 連城三紀彦 - 離婚しない女
33. 島田荘司 - 北の夕鶴2/3の殺人
34. 多岐川恭 - 仙台で消えた女
35. 野沢尚 - 眠れぬ夜の抱いて
36. 京極夏彦 - 魍魎の匣
37. 宮部みゆき - 蒲生邸事件
38. 伊坂幸太郎 - オーデュボンの祈り
39. 恩田陸 - 黒と茶の幻想
40. 西澤保彦 - 神のロジック 人間のマジック

### 「推理小説影像化」独歩厳選経典廿八作
Vol.3の特集。
1. 松本清張 - 天城越え
2. 江戸川乱歩 - 乱歩地獄
3. 松本清張 - 砂の器
4. 松本清張 - 霧の旗
5. 横溝正史 - 犬神家の一族
6. 横溝正史 - 八つ墓村
7. 横溝正史 - 悪魔の手毬唄
8. 森村誠一 - 人間の証明
9. 天童真 - 大誘拐
10. 貴志祐介 - 黒い家
11. 野沢尚 - 破線のマリス
12. 殊能将之 - ハサミ男
13. 宮部みゆき - 模倣犯
14. 横山秀夫 - 半落ち
15. 東野圭吾 - ゲームの名は誘拐
16. 横山秀夫 - クライマーズ・ハイ
17. 海堂尊 - チーム・バチスタの栄光
18. 夏樹静子 - Wの悲劇
19. 赤川次郎 - 探偵物語
20. 宮部みゆき - クロスファイア
21. 伊坂幸太郎 - 陽気なギャングが地球を回す
22. 乙一 - 傷 -KIZ/KIDS-
23. 伊坂幸太郎 - 死神の精度
24. 京極夏彦 - 姑獲鳥の夏
25. 桐野夏生 - OUT
26. 東野圭吾 - 秘密
27. 貴志祐介 - 青の炎
28. 東野圭吾 - 手紙